# Diario de Noticias (Espanha)
O Diario de Noticias, também conhecido como Diario de Noticias ou simplesmente Noticias de Navarra, é um jornal espanhol publicado em Pamplona, Navarra. Juntamente com o Diario de Navarra é um dos principais jornais navarros.
Foi fundado em 1994 por um grupo de investidores navarros, entre os quais se destacava Miguel Rico, dono da empresa de construção MRA, que se viria a afastar do projeto. A sua orientação política é de carácter progressista e sensível aos sentimentos basquistas de Navarra, embora sem apoiar nacionalismo basco nem apoiar abertamente a integração no País Basco. O seu posicionamento oscila entre os setores sociais com afinidades ao Nafarroa Bai, Partido Socialista de Navarra (PSN-PSOE) e Esquerda Unida de Navarra (IUN-NEB), apesar dos seus editoriais, cartas do diretor e colaborações dos membros da sua direção mostrarem a sua simpatia pela coligação nacionalista basca.[carece de fontes?]
A empresa que detém o jornal tem mais três jornais — o Diario Noticias de Álava, o Noticias de Gipuzkoa e o Deia, na Biscaia — e uma emissora de rádio, a Onda Vasca. Nestes meios de comunicação trabalham numerosos jornalistas e antigos diretores do grupo EiTB (Euskal Irrati Telebista), que geria as emissoras públicas de rádio e televisão sob o governo de Juan José Ibarretxe.[carece de fontes?]
Apesar de não conseguir vencer a hegemonia do Diario de Navarra, tem vindo a penetrar no mercado e sociedade navarra, especialmente entre leitores de perfil progressista, recolhendo a herança do Navarra Hoy,[carece de fontes?] o jornal de Pamplona desaparecido em 1994 em cuja tipografia é impresso o Diario de Navarra. Em 2010 teve uma circulação média de cerca de 17 000 e uma tiragem de cerca de 21 600 exemplares diários.